# Giacomo Enrico Casati
Giacomo Enrico Casati, spesso indicato come Enrico Casati (Sondrio, 1879 – Bologna, 1965), è stato un ingegnere e progettista italiano.

## Biografia
Enrico Casati nasce a Sondrio nel 1879 e si laurea in Ingegneria civile nel 1902 all'Università di Bologna.
Lavora come ingegnere presso l'Ufficio Tecnico Comunale, detto anche Ufficio Edilità e Arte del Comune di Bologna.
Nel 1919, per l'ampliamento della colonia all'aperto per fanciulli bisognosi ospitata a Villa Puglioli a Casaglia, Casati ne disegna il nuovo padiglione palestra e l'aula.
A lui è affidato il restauro dell'Archiginnasio e di un salone dell'ex palazzo del Podestà.
Il nome di Casati è legato anche alla Certosa di Bologna. Negli anni venti del Novecento il cimitero cittadino viene ampliato verso est. Con Roberto Cacciari dell'Ufficio Tecnico Comunale, Casati progetta il Chiostro IX e la Galleria del Chiostro IX nella fascia di terreno confinante con via della Certosa, nei pressi della Nuova Entrata Monumentale. Iniziata nel 1924 e completata nel 1927, la Galleria è indicata «tra gli spazi più eleganti e suggestivi della Certosa».
Sempre con l'architetto Cacciari, l'ingegner Casati cura il rifacimento del portico di Santa Maria dei Servi: «gli esagerati pesi nelle volte furono eliminati mediante l’uso del cemento armato, dalla fondazione al tetto; e il muro d'appoggio, forato dai fornici, ha dato all'intera costruzione una certezza di stabilità e sicurezza.».
Casati si spegne a Bologna nel 1965.